# Louis D'Angelo
Louis D'Angelo (Napoli, 6 maggio 1888 – Jersey City, 9 agosto 1958) è stato un basso-baritono italiano naturalizzato statunitense.

## Biografia
Nato a Napoli nel 1888, emigrò negli Stati Uniti con la famiglia all'età di tre anni. Qui studiò canto e fece il suo esordio sulle scene come Macroton ne L'amore medico per la Century Opera Company nel 1914; avrebbe cantato con la compagnia per i tre anni successivi, in ruoli quali Silvio in Pagliacci, Kagama in Natoma, il barone ne La traviata e Yamadori in Madama Butterfly.
Tuttavia, D'Angelo è noto soprattutto per la sua carriera con la compagnia del Metropolitan Opera House, con cui cantò in oltre trecento ruoli in 1882 rappresentazioni tra il 1917 e il 1948. Fece il suo esordio con la compagnia alla Brooklyn Academy of Music il 17 novembre 1917 come Sciarrone in Tosca accanto a Geraldine Farrar. Nel corso della sua carriera al Met cantò nelle prime mondiali di sette opere, tra cui Gianni Schicchi (Marco) e Peter Ibbetson (Cappellano). Cantò inoltre nelle prime nazionali di Eugenio Onegin (capitano), Sneguročka (Barmjata), La cena delle beffe (Tonaquinci), La vida breve (Salvaor), La campana sommersa (Maestro), Fra Gherardo (il cieco) e Sadko (Duda).
Cantò inoltre nelle prime rappresentazioni al Metropolitan de La forza del destino (Calatrava), Oberon (Harun al Raschid), Zazà (Courtois), Don Carlo (il grande inquisitore), Andrea Chénier (Dumas), La serva padrona (Uberto) e Il matrimonio segreto (Geronimo). Diede il suo addio alle scene cantando come Grenvill ne La traviata il 15 febbraio 1948.
È morto a New Jersey nel 1958 all'età di 70 anni.